# Entwicklungshelfer-Gesetz
Das Entwicklungshelfer-Gesetz regelt die Rechtsstellung der Entwicklungshelfer (auch: Fachkräfte im Entwicklungsdienst) in Deutschland.
Es bestimmt die Rechte und Pflichten der Entwicklungshelfer, die Begründung und die Beendigung des Dienstverhältnisses, die Rechtsstellung der aktiven Entwicklungshelfer sowie die Rechtsstellung der früheren Entwicklungshelfer.
Entwicklungshelfer nach dem Entwicklungshelfer-Gesetz kann jeder mindestens 18 Jahre alte Bürger der EU werden, der bei seinem Entwicklungshelferdienst keine Erwerbsabsichten hat und sich zu einer Tätigkeit von mindestens zwei Jahren bei einem anerkannten Träger des Entwicklungsdienstes verpflichtet.